# Estació de Sant Adrià de Besòs
Sant Adrià de Besòs i Estació de Sant Adrià és un intercanviador ferroviari situat a la població de Sant Adrià de Besòs (Barcelonès), format per una estació de ferrocarril d'Adif, anomenada Sant Adrià de Besòs, i una estació de tramvia del Trambesòs, anomenada Estació de Sant Adrià. L'estació de ferrocarril es troba a la línia Barcelona-Mataró-Maçanet per on circulen trens de la línies de rodalia R1 i RG1 operades per Renfe Operadora, i l'estació de tramvia forma part de la xarxa de Barcelona per on circulen tramvies de les línies T4 i T6.
Aquesta estació de la línia de Mataró es va inaugurar com a baixador el 1933, anys més tard de la construcció de la línia. El ferrocarril de Barcelona a Mataró va entrar en servei el 28 d'octubre de 1848, la primera línia de ferrocarril de la península Ibèrica. A Barcelona es va construir la terminal entre la Barceloneta i la Ciutadella, a la vora del Torín a l'inici de la desapareguda avinguda del Cementiri, que posteriorment seria substituïda per l'Estació de les Rodalies. La iniciativa de la construcció del ferrocarril havia estat de Miquel Biada i Bunyol per dur a terme les múltiples relacions comercials que s'establien entre Mataró i Barcelona.
El 8 de maig de 2004 va arribar la línia T4 del Trambesòs a Sant Adrià de Besòs, que finalitza al costat de l'estació de rodalia. I el 15 de juny de 2008 es va posar en servei la línia T6 amb final també en aquesta estació.
L'any 2016, l'estació d'ADIF va registrar l'entrada de 1.125.000 passatgers.

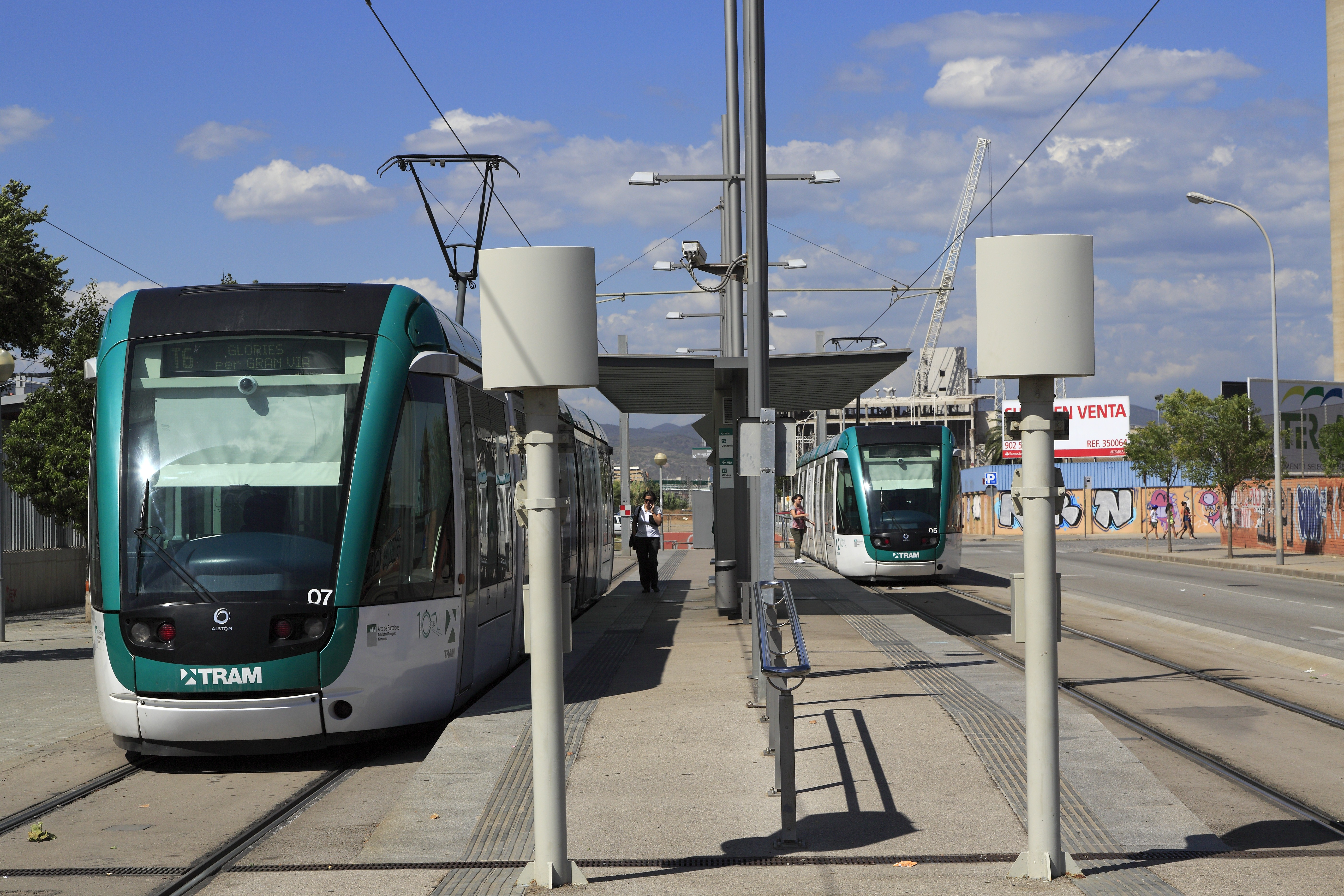
L'estació de tramvia.

## Serveis ferroviaris
| Procedència/Destinació                  | <               | Línia | >              | Procedència/Destinació                               |
| --------------------------------------- | --------------- | ----- | -------------- | ---------------------------------------------------- |
| Rodalia de Barcelona                    |                 |       |                |                                                      |
| Molins de Rei L'Hospitalet de Llobregat | El Clot - Aragó |       | Badalona       | Mataró Arenys de Mar Calella Blanes Maçanet-Massanes |
| Rodalia de Girona                       |                 |       |                |                                                      |
| L'Hospitalet de Llobregat               | El Clot - Aragó |       | Badalona       | Figueres Portbou                                     |
| Trambesòs                               |                 |       |                |                                                      |
| Verdaguer                               | Port Fòrum      |       | terminal       | terminal                                             |
| Ciutadella - Vila Olímpica              | Port Fòrum      |       | terminal       | terminal                                             |
| Projectat                               |                 |       |                |                                                      |
|                                         | Port Fòrum      |       | Tres Xemeneies | Port de Badalona                                     |

## Galeria d'imatges

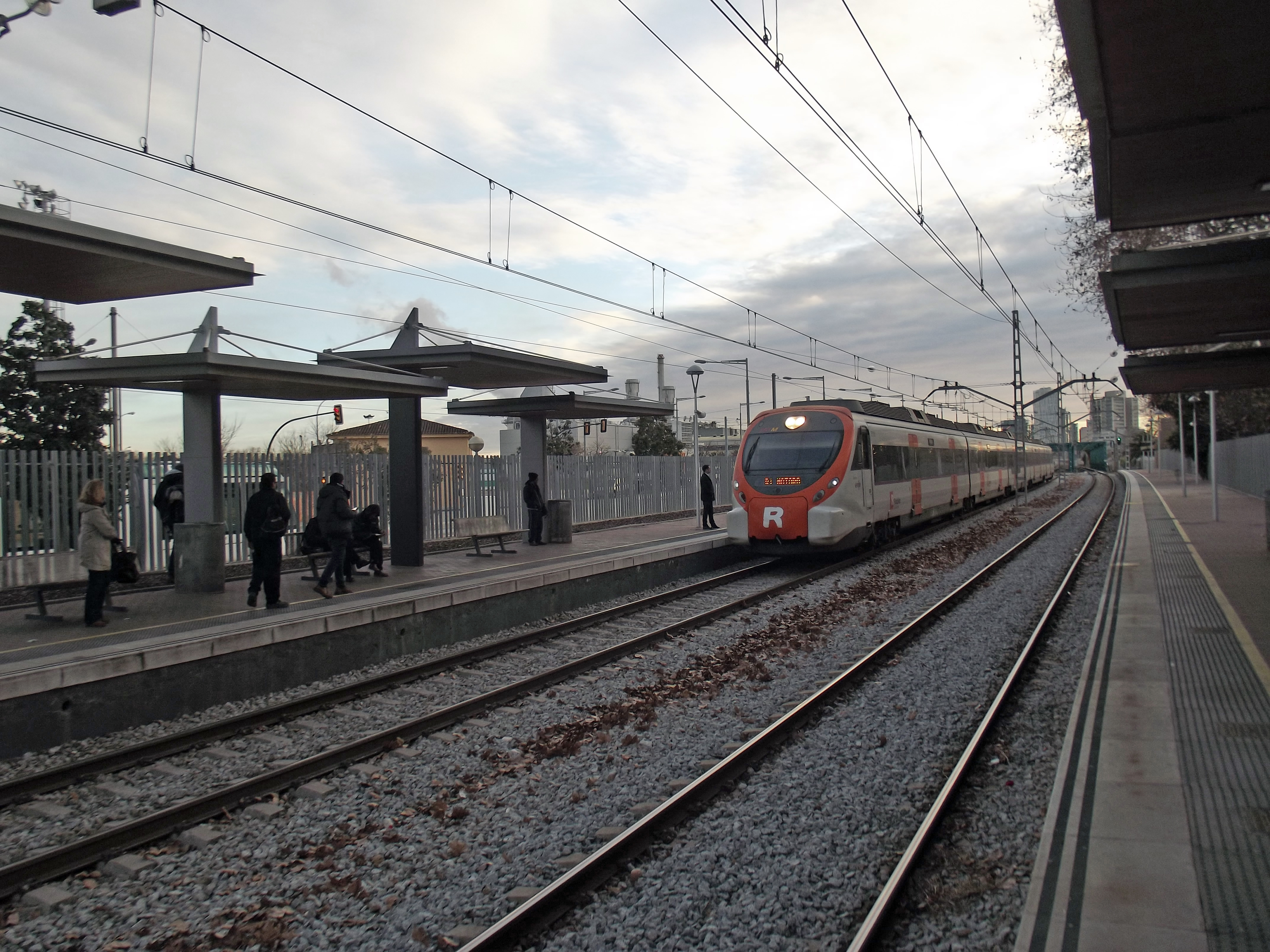
Unitat Civia en servei R1 Mataró
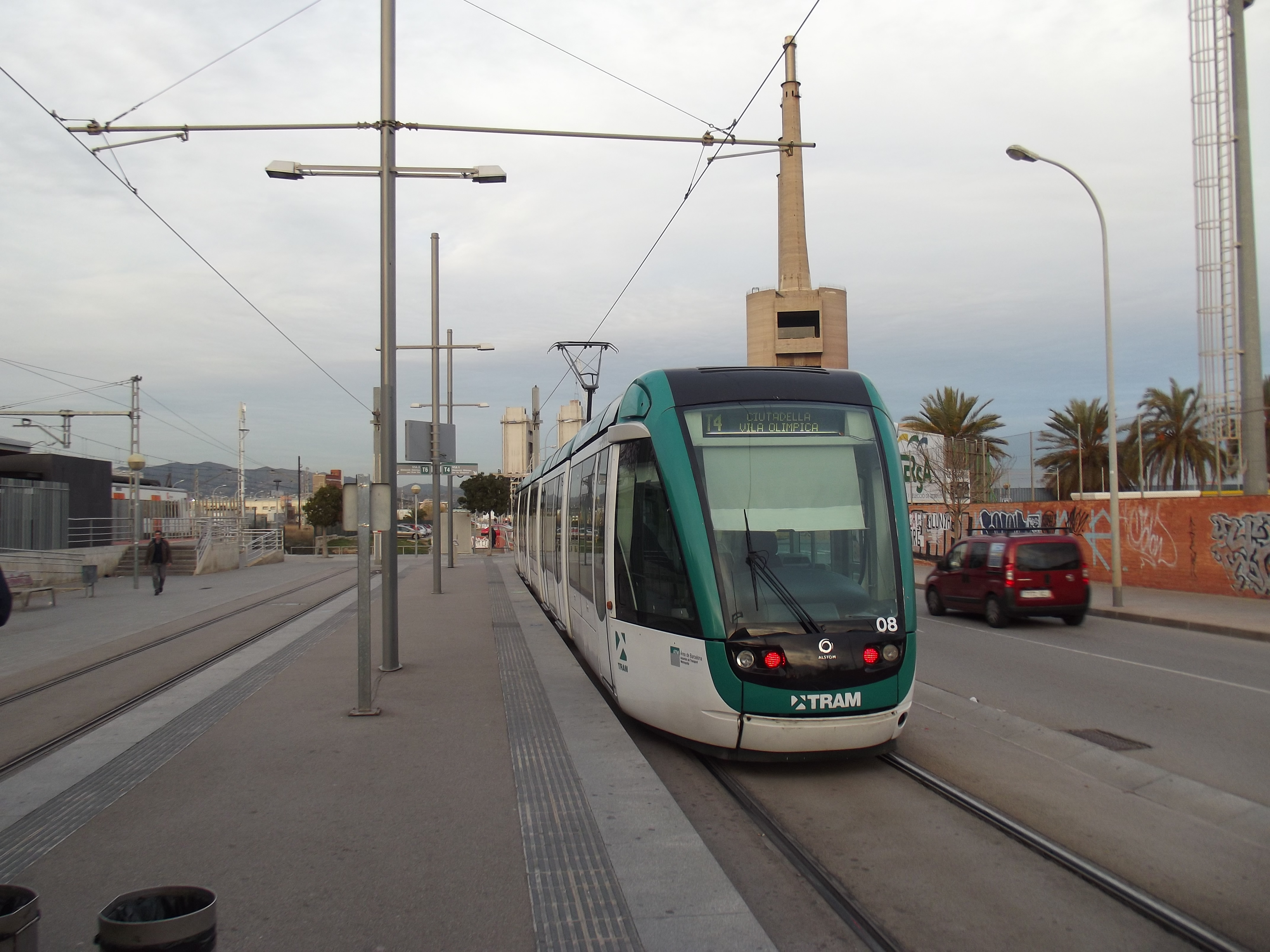
Tramvia Citadis 302 de la línia T4 finalitza servei
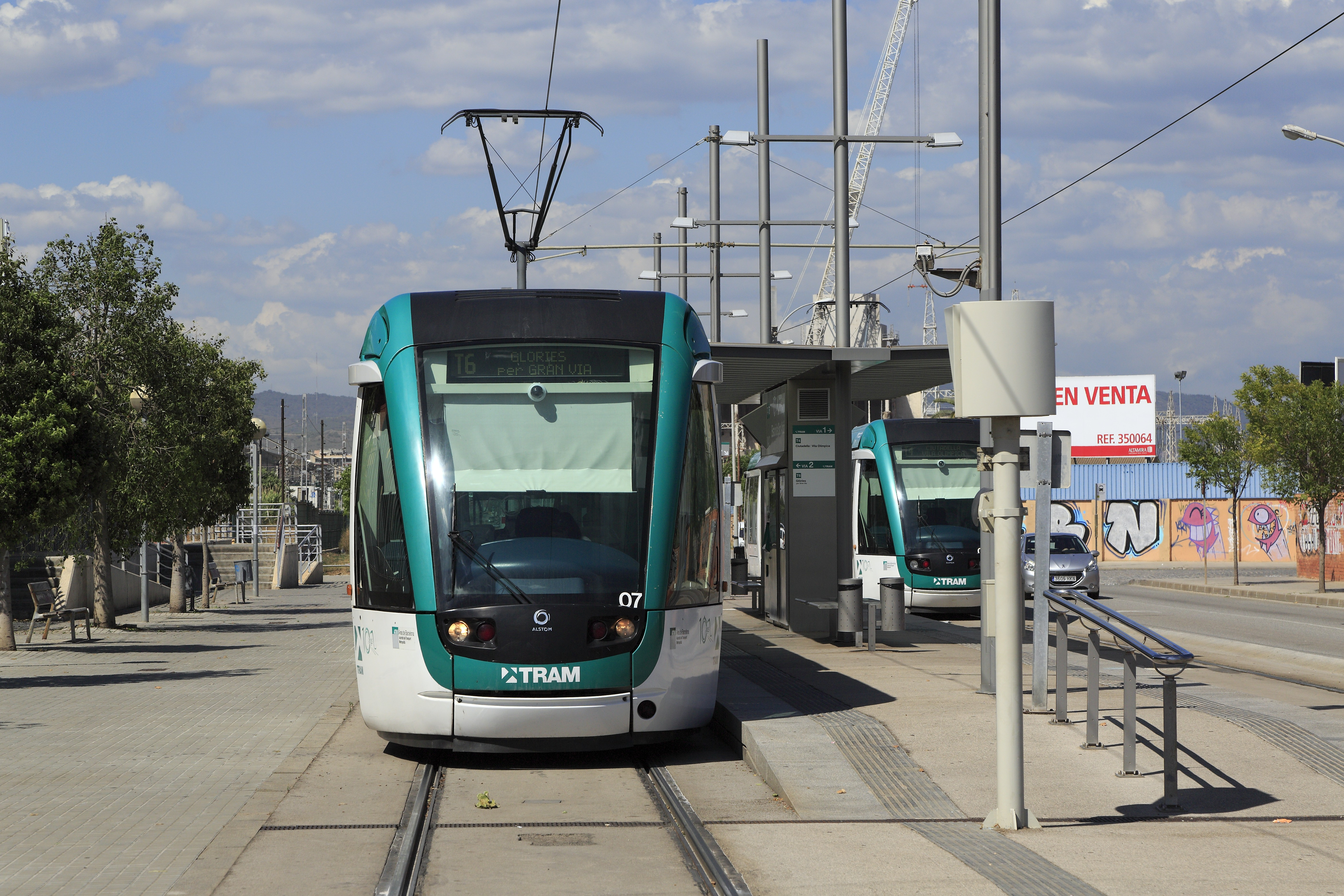
Tramvia de la línia T6 a punt d'iniciar el recorregut cap a Glòries